# Кровавый четверг
«Кровавый четве́рг» (англ. Thursday) — американский кинофильм режиссёра Скипа Вудса. Кинокритики сравнивали его с ранними работами Квентина Тарантино.

## Сюжет
В понедельник вечером Ник (Аарон Экхарт), Даллас (Полина Поризкова) и Билли Хилл (Джеймс Легро) спорят с кассиршей в магазине в Лос-Анджелесе. Даллас расстреливает её. Они скрывают убийство от полицейского, пока он не увидел кровь на полу.
Бывший торговец наркотиками Кейси Уэллс (Томас Джейн), прошедший через все круги ада, решает выйти «на пенсию» и забыть о своем тёмном прошлом. Переехав из Лос-Анджелеса в Хьюстон, он резко меняет свой имидж и в глазах окружающих становится обыкновенным гражданином, которого трудно заподозрить в чём-либо криминальном. Однако бывшему наркодилеру судьба готовит очередной, самый неожиданный сюрприз.
В один четверг его навещает по новому адресу бывший приятель и напарник по криминальному прошлому Ник. Он оставляет на хранение кейс, гарантировав, что ничего противозаконного с собой не привёз, и одалживает машину. Не доверяя Нику, главный герой вскрывает чемодан и обнаруживает, что там спрятаны наркотики. Придя в ярость, Кейси смывает их в канализацию. Вскоре после этого к нему заявляется под видом разносчика пиццы чернокожий бандит, который должен забрать наркотики. Узнав о судьбе «товара», он собирается застрелить Кейси, но тот упрашивает нежданного «гостя» дать ему покурить марихуаны в последний раз в жизни. Воспользовавшись расслабленностью бандита, он его обезоруживает и запирает в гараже связанным и подвешенным вниз головой.
Потом к Кейси Уэллсу приходит чиновник из отдела усыновления, а затем и Даллас, сексапильная брюнетка в красном платье — одна из бывших подруг Ника. Пытаясь заполучить деньги или наркотики, она привязывает хозяина дома к стулу и занявшись с обездвиженным Кейси оральным сексом, принуждает его к совокуплению.
В это время подоспевает ещё один охотник за товаром, садист по имени Билли Хилл. Без раздумий он убивает Даллас в тот момент, когда она занимается сексом. Окровавленный Кэйси чудом высвобождается, оглушает Билли сковородой и подвешивает его всё в том же гараже.
Раздаётся телефонный звонок. На связи Ник. Он рассказывает о том, что когда-нибудь Кейси будет лежать у моря с камерой от запасного колеса. Измотанный всем пережитым за день, Кейси толком его не слушает и лишь ждёт возвращения Ника, чтобы поговорить об обмане с кейсом наркотиков. Ник, звонящий из телефонной будки, прощается, кладёт трубку и отирает лоб окровавленной рукой. Становится понятно, что он смертельно ранен и звонил Кейси, чтобы рассказать о чём-то очень важном.
К опустошённому главному герою является полицейский Касаров (Микки Рурк), принёсший с собой голову Ника. Касаров требует, чтобы Кейси нашёл два миллиона долларов, украденные у него Ником, и даёт ему время до 7 часов вечера. Полицейский убивает оставшихся в живых, которых Кейси подвесил за ноги в своём гараже. После ухода Касарова Кейси, по его совету, расчленяет все мёртвые тела в своём доме, наводит порядок, а мешки с частями тел выносит в мусорный контейнер. Его взгляд падает на машину, которую он одолжил Нику в начале фильма и на которой вернулся Касаров, и он вспоминает про туманный намёк на запасное колесо из их последнего разговора. Кейси вскрывает запаску и находит там два миллиона долларов. По телефону убитого чернокожего бандита, нажав кнопку повторного вызова, он связывается с его боссом. Кейси обещает продать наркотики за миллион долларов и назначает встречу у себя в 7 часов вечера. В назначенное время в дом Кейси врываются Касаров и полицейские. Самого Кейси там уже нет. Одновременно к дому Кейси подъезжает машина с вооружёнными бандитами, они направляются к дому. Слышны звуки завязавшейся перестрелки.
Аэропорт. Жена Кейси Кристина встречает кого-то у частного самолёта. Подъезжает шикарная машина Даллас, из неё выходит Кейси и предлагает жене немедленно вылететь в Париж. Он говорит, что не хочет её терять, но за ней выбор: уехать с ним или остаться. Тем не менее к столь кардинальным переменам Кристина не готова, и она сомневается, утверждая при этом, что не потеряет Кейси. После того, как Кейси показывает жене кучу денег в чемодане и сообщает ей, что там два миллиона, Кристина бросает встречу и решает уехать с ним. В автомобиле Кейси говорит Кристине, что та ещё многого о нём не знает.

## В ролях
- Том Джейн — Кейси
- Аарон Экхарт — Ник
- Микки Рурк — Касаров
- Джеймс Легро — Билли Хилл
- Гленн Пламмер — Айс
- Полина Поризкова — Даллас
- Пола Маршалл — Кристина
- Майкл Джетер — доктор Джервис